# Protecția copilului și răspunderea părintească pentru familiile transnaționale
La nivelul Uniunii Europene există numeroase convenții internaționale privind protecția copilului și răspunderea părintească pentru familiile transnaționale. Protecția copilului este o problemă importantă abordată de un număr mare de convenții internaționale. În timp ce domeniul de aplicare a convențiilor diferă, toate au ca obiect promovarea bunăstării copilului la nivel internațional.

## Convenții internaționale (aranjate pe emitent)

### Națiunile unite
- Convenția privind drepturile copilului din 1989

### Consiliul Europei
- Convenția Europeană a Drepturilor Omului din 1950

Convenția Europeană în materia adopției de copii din 1967 
- Convenția Europeană privind statutul juridic al copiilor născuți în afara căsătoriei din 1975
- Convenția Europeană privind recunoașterea și aplicarea hotărârilor privind custodia copiilor și restabilirea custodiei copiilor din 1980
- Convenția Europeană privind exercitarea drepturilor copiilor din 1996
- Noua Convenție privind contactele copiilor cu părinții

### Conferința de la Haga
- Convenția privind protecția copilului și cooperarea în materia adopției internaționale din 1993
- Convenția privind aspectele civile ale răpirii copiilor din 1980
- Convenția privind competența, legislația aplicabilă, recunoașterea, executarea și cooperarea în materie de răspundere părintească și măsurile de protecție a copiilor din 1996